# I Feed You My Love
I Feed You My Love is een single van de Noorse zangeres Margaret Berger. Het was de Noorse inzending voor het Eurovisiesongfestival 2013 in Malmö, Zweden. Met het nummer werd de vierde plaats behaald. Het nummer is geschreven door Karin Park en MachoPsycho.